# Jeremiah Duggan

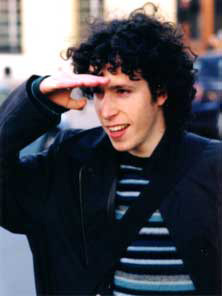
Jeremiah Duggan

Jeremiah Duggan (geboren 10. November 1980 in London; gestorben 27. März 2003 in Wiesbaden) war ein britischer Student an der Pariser Sorbonne. Er kam unter ungeklärten Umständen ums Leben, nachdem er in Wiesbaden an einer „Kaderschulung“ des Schiller-Instituts teilgenommen hatte, das zum Netzwerk der verschwörungs-ideologisch antisemitischen LaRouche-Bewegung um Lyndon LaRouche gehört und deren europäisches Hauptquartier sich in Wiesbaden befindet.

## Überblick
Duggan wurde in einem Gewerbegebiet auf der Bundesstraße 455 von zwei PKW erfasst, überrollt und soll so zu Tode gekommen sein. Polizei und Staatsanwaltschaft kamen zu dem Ergebnis, dass Duggans Tod ein Suizid gewesen sei. Seine Familie ging aufgrund ihrer Recherchen davon aus, dass ihr Sohn von Mitgliedern der LaRouche-Bewegung getötet oder in den Tod getrieben wurde. Ende 2012 ordnete das Oberlandesgericht Frankfurt am Main an, die Ermittlungen wieder aufzunehmen. Im Mai 2015 kam ein britisches Gericht nach einer forensischen Untersuchung zu dem Ergebnis, dass Suizid als Todesursache ausscheide. Seit dem 20. Januar 2019 ist ein Ermittlungserzwingungsverfahren beim Oberlandesgericht Frankfurt anhängig. Der Ausgang ist offen (Stand 22. Februar 2019).

## Leben
Jeremiah Joseph Duggan kam am 10. November 1980 als erstes Kind von Hugo und Erica Duggan in London zur Welt. Der Vater war in Dublin aufgewachsen, die Mutter, Tochter eines deutschen Holocaust-Überlebenden, kam aus Südafrika. Jeremiah hatte zwei Schwestern. Als er sieben Jahre alt war, ließen die Eltern sich scheiden. Nach seiner Schulzeit verbrachte Duggan einige Zeit in Indien und in Israel, wo er als Jugendgruppenleiter arbeitete. Im September 2001 zog er nach Paris, um an der Sorbonne und am British Institute Englisch und Französisch zu studieren. Nach dem 11. September 2001 begann Jeremiah Duggan sich für Politik zu interessieren.

## Vorgeschichte

### Duggans Zugang zur LaRouche-Bewegung
Anfang 2003 kam Duggan mit einem Aktivisten der LaRouche-Bewegung, Benoit Chalifoux, gleichzeitig Autor des LaRouche-Magazins Nouvelle Solidarité, in Kontakt. Dieser lud Duggan zu einer dreitägigen sogenannten Anti-Kriegs-Konferenz des Schiller-Instituts in Bad Schwalbach bei Wiesbaden ein. Duggan bat seine Mutter, im Internet über die Veranstalter zu recherchieren, doch durch einen Tippfehler wurde sie nicht fündig. Am 21. März 2003 reisten Duggan und Chalifoux zusammen mit acht weiteren LaRouche-Mitgliedern nach Wiesbaden. Duggan wurde dort gemeinsam mit Sébastien Drochon und Jean-Adrien, zwei LaRouche-Mitgliedern, in einem Apartment untergebracht, das den Leitern des Schiller-Instituts, Rainer und Ursula Apel, gehörte.

### Die Konferenz in Wiesbaden
Lyndon LaRouche war Hauptredner der Konferenz. Er sprach am achten Tag des Irak-Kriegs, und die Washington Post beschrieb die Stimmung auf der Konferenz als apokalyptisch. LaRouche soll George W. Bush als unverbesserlichen Trinker bezeichnet haben. Er behauptete, Woodrow Wilson habe den Ku Klux Klan vom Weißen Haus aus gegründet und John F. Kennedy sei bei einer internen amerikanischen Operation getötet worden. Außerdem sagte er, die USA würden den Irak-Krieg benutzen, um einen weltweiten Krieg anzuzetteln. Es gebe eine weltweite Verschwörung, die unterstützt werde durch Personen, „die Hitler lieben und Nietzsche bewundern. Aber als Juden konnten sie sich nicht für Führungsämter in der Nazi-Partei qualifizieren, obwohl ihr Faschismus absolut rein war. Genau so extrem wie bei Hitler! Sie schickten sie in die USA …“ Diese Hintermänner der Weltverschwörung seien die gleichen, die in den 1930er Jahren Hitler an die Macht gebracht hätten. Außerdem seien sie in das unabhängige Zentralbanken-System verwickelte „Schleimpilze“.
2004 berichtete Aglaja Beyes-Corleis, die die Bewegung in den 1990er Jahren nach 16-jähriger Mitgliedschaft verlassen hatte, gegenüber der BBC, dass Menschen gegen ihren Willen in die Bewegung gezogen würden und auf Konferenzen unter immensen psychischen Druck gesetzt würden. Sie selbst sei bei Konferenzen wie viele andere Mitglieder „völlig ausgeflippt“.

### Jugendkader-Schulung
Nach der Konferenz entschied sich Duggan wie 50 andere junge Leute, für eine LaRouche-Jugendkader-Schulung in einer Jugendherberge in Wiesbaden zu bleiben. Benoit Chalifoux, der Werber, der ihn nach Deutschland begleitet hatte, kehrte nach Paris zurück. Nach einem Bericht der Washington Post fiel Duggan besonders auf, da er sowohl britisch als auch jüdisch war. Die Aussteigerin Aglaja Beyes-Corleis sagte der BBC, jüdische Mitglieder würden bei Treffen besonders unter Druck gesetzt. Die London Metropolitan Police, die im Duggan-Fall ermittelte, stellte fest, dass die Bewegung und das Schiller-Institut Juden als verantwortlich für den Irak-Krieg ansahen. Auch Jeremiah Duggans Konferenz-Notizen belegen den antisemitischen Einschlag der LaRouche-Ideologie.
Duggans Mutter berichtete, Dr. Jonathan Tenenbaum, der wissenschaftliche Berater des Schiller-Instituts, habe ihr nach dem Tod ihres Sohnes erzählt, Duggan sei während der Schulung aufgestanden und habe gesagt „Ich bin Jude“, als die Juden für den Krieg verantwortlich gemacht wurden. Ein Teilnehmer sagte, daraufhin sei Duggan von den anderen in die Mangel genommen worden.
Die Journalistin Witt schreibt in einem Artikel, Duggan könnte auch unter Druck gesetzt worden sein, weil er den anderen von seiner Behandlung in der psychiatrischen Tavistock Clinic erzählt haben könnte. Duggan besuchte dort als Kind Familientherapie-Sitzungen, nachdem die Eltern sich getrennt hatten. Die LaRouche-Bewegung glaubt, diese Klinik sei ein Gehirnwäsche-Zentrum des britischen Geheimdienstes. Laut Duggans Notizen äußerte sich mindestens ein Teilnehmer der Konferenz entsprechend. Auch Jeffrey Steinberg, Sicherheitsdirektor der LaRouche-Bewegung, bezieht sich 2004 in einem Text über Duggans Tod auf dessen Behandlung in der Klinik. Die Tavistock Clinic habe lange Zeit radikale Experimente zu individueller Manipulation und Massenmanipulation durchgeführt, behauptet Steinberg.
In der Berliner Zeitung schrieb der Journalist Frank Nordhausen, Duggan könnte das Pech gehabt haben, mehrere Eigenschaften zu haben, vor denen die LaRouche-Sicherheitsabteilung stets warnte: Jeremiah Duggan war Brite, Jude, und zudem stand er in Verbindung zu einem sogenannten Psycho-Institut.

## Jeremiah Duggans Tod

### Telefonate
Am Abend des 25. März, zwei Tage vor seinem Tod, hatte Duggan eigentlich seine französische Freundin Maya in Paris treffen wollen. Doch er rief sie an diesem Dienstag an und sagte, ihm fehle Geld für die Reise, vor Sonntag gebe es keine Mitfahrgelegenheit. Er sagte, sehr ernste Dinge würden sich ereignen, er würde diese nach seiner Rückkehr erläutern. Am 26. März fuhr er mit einigen LaRouche-Anhängern nach Frankfurt, um dort auf der Straße LaRouche-Literatur zu verteilen. Später besuchten sie die Rembrandt-Sammlung im Städel-Museum. Als eine LaRouche-Anhängerin ihn fragte, was er davon halte, fing er an zu schluchzen und sagte mehrmals, er vertraue LaRouche nicht. Sie sagte, er sei frei, zu gehen, er umarmte sie und schien sich wieder sicherer zu fühlen.
Rainer Apel, der Leiter des Schiller-Instituts, in dessen Apartment Duggan und der Franzose Sébastien Drochon (ein späterer Mitarbeiter der französischen LaRouche-Organisation Nouvelle Solidarité) untergebracht waren, sagte der Sunday Times, die beiden seien gegen Mitternacht zum Haus zurückgekehrt. Sie hatten keinen Schlüssel, Apel musste ihnen die Tür öffnen. Drochon erzählte später der Polizei, Duggan sei rastlos gewesen und habe wie zwanghaft das Licht abgeschaltet. Er habe darüber geredet, dass er Angst habe, sein Haar zu verlieren, dass er unfähig sei, LaRouche zu vertrauen, und dass er sich wie in einer Falle fühle.
Gegen vier Uhr morgens (also am 27. März) lieh Duggan sich Drochons Mobiltelefon, um wieder Maya anzurufen. Er habe sehr aufgewühlt gewirkt, berichtete Maya. Er sagte ihr, er wisse nicht mehr, was die Wirklichkeit sei, was wahr und was gelogen sei. Er sprach von Experimenten mit Computern und Magnetwellen. Maya bat ihn, sofort den nächsten Zug nach Paris zu nehmen. Der BBC sagte sie später: „Das Erste, was er mir erzählte, war, dass er unter extremem Druck stehe. Er sprach sehr leise. Er sagte, sie machten Computer-Experimente mit Menschen. So wie er redete, wirkte er sehr aufgewühlt. Er konnte keine kompletten Sätze formulieren. Ich fragte ihn, wer denn diese Experimente mache, und er sagte, es sei die Regierung. Er sagte, sie würden starke Schmerzen an den Armen und Beinen der Menschen verursachen. Ich versuchte herauszufinden, wo er war, aber er sagte es mir nicht.“
Nach Drochons Angaben rief Duggan nach seinem Anruf bei Maya seine Mutter Erica Duggan an, dann rannte er um 5.15 Uhr aus dem Haus. Unklar ist, ob er für seine Anrufe bei der Mutter dasselbe Mobiltelefon benutzte und ob sie direkt nach dem Anruf bei Maya erfolgten. Erica Duggan sagte der BBC, der erste Anruf sei um 4.24 Uhr erfolgt. Sie habe nicht schlafen können und bei einer Tasse Tee in der Küche gesessen. „Jeremiah sagte: ‚Mum, ich bin in … großen Schwierigkeiten … Kennst du die Nouvelle Solidarité?‘ Er sagte, ich kann das nicht machen, ich will raus. Die Leitung wurde unterbrochen, dann rief er wieder an und sagte immer wieder ‚Mum, ich habe Angst!‘ Mir wurde klar, dass er in derartiger Gefahr war, dass ich ihm sagte, dass ich ihn liebe. Und dann sagte er ‚Ich will dich sehen. Jetzt.‘ Er sagte, er sei in Wiesbaden. Als ich fragte, wie man das schreibt, begann er zu buchstabieren ‚W I E S‘. Dann war die Leitung tot.“
Drochon berichtete, nach den Telefongesprächen habe Duggan ihn gefragt: „Warum habt ihr mich ausgewählt?“ Er sagte, er wolle Zigaretten holen gehen. Drochon bot an, ihn zu begleiten. Beim Hinausgehen habe Duggan versehentlich auf die Türklingel gedrückt, als er den Lichtschalter suchte. Er habe auf das Geräusch panisch reagiert und sei weggerannt, sagte Drochon. Er sei ihm noch nachgerannt, habe ihn aber nicht einholen können. Er habe dann der Leiterin des Schiller-Instituts, Ortrun Cramer, Bescheid gesagt, dass Duggan das Haus verlassen habe.

### Zeugenaussagen
Gegen sechs Uhr, also 45 Minuten später, sah ein BMW-Fahrer Duggan auf die Berliner Straße, die Bundesstraße 455, eine zweispurige Landstraße im Wiesbadener Vorort Erbenheim, laufen. Die Stelle, an der er später gefunden wurde, ist rund fünf Kilometer von dem Apartment entfernt, in dem er wohnte. Der Fahrer streifte Duggan mit dem Außenspiegel und brachte ihn so zu Fall. Doch Duggan stand wieder auf und rannte noch zehn Minuten weiter stadtauswärts in Richtung des Gegenverkehrs. Dann wurde er erneut von einem Auto erfasst.
Der Fahrer des zweiten Autos, eines roten Peugeots, sagte, Duggan sei mit erhobenen Armen und offenem Mund vor sein Auto gesprungen. Bei dem Aufprall seien die Windschutzscheibe und ein Seitenfenster zerschmettert worden. Duggan sei in den Weg eines dritten Autos, eines blauen Golfs, geschleudert worden. Der Golf überrollte Duggan.

### Sofortige Reaktion
Nur wenige Minuten nach Jeremiah Duggans zweitem Anruf rief seine Mutter den britischen Notruf an und wurde an die lokale Polizeiwache in Colindale, Barnet, verwiesen. Sie erzählte der Polizei, ihr Sohn sei in Gefahr, und wurde mit dem Hauptquartier der London Metropolitan Police bei Scotland Yard verbunden. Als sie erklärte, ihr Sohn habe Probleme mit der Nouvelle Solidarité, hatten die Beamten keine Ahnung, was sie meinte. Sie rief Jeremiahs Freundin Maya an. Diese berichtete, dass Drochon sie angerufen habe, um zu fragen, ob sie von Jeremiah gehört habe, da dieser das Haus verlassen habe. Dieser Anruf soll den Untersuchungen zufolge um 7.40 Uhr erfolgt sein.
Erica Duggan bekam Drochons Telefonnummer von Maya und rief ihn an. Erst habe er aufgelegt, aber beim zweiten Anruf habe er sie an Ortrud Cramer weitergegeben. Im Hintergrund habe es Geschrei gegeben, das habe aber aufgehört, als Cramer sagte: „Die Mutter“. Nach einem Artikel des Independent sagte Cramer Duggans Mutter, die LaRouche-Organisation sei eine Nachrichtenagentur. „Wir können keine Verantwortung für die Handlungen Einzelner übernehmen. Wir denken, dass Ihr Sohn psychische Probleme hat.“ Sie werde die örtlichen Krankenhäuser anrufen, um herauszufinden, ob Duggan dort eingeliefert worden sei.
Die Telefonaufzeichnungen zeigen, dass das Gespräch um 11.07 Uhr beendet wurde. Drei Minuten später sollen Cramer, Drochon und ein weiterer LaRouche-Aktivist einem Telegraph-Bericht zufolge mit Duggans Pass, seiner Tasche und seinem Rucksack zu einer Polizeiwache in Wiesbaden gekommen sein. In anderen Berichten steht allerdings, Cramer habe die Polizei zunächst telefonisch kontaktiert. Dem Independent sagte Cramer 2004: „Ich glaubte auf Grundlage der Gespräche, die er mit anderen geführt hatte, dass er psychische Probleme hatte. Ich weiß nicht, was in der Nacht passierte, als er starb, aber das Schiller-Institut spielte bei seinem Tod keine Rolle.“
Ein LaRouche-Mitglied namens Giselle berichtete, Mitglieder der Kaderschulung seien am nächsten Tag zu einer Versammlung ins lokale LaRouche-Büro gebeten worden. Laut der Sunday Times war Helga Zepp-LaRouche dort auch anwesend. Die erste Person, die auf der Versammlung sprach, war Jean-Gabriel Maheo, ein LaRouche-Werber aus Paris. Er sagte den Anwesenden, Duggan sei in der Travistock Clinic gewesen, was den Anschein erweckte, er sei erst kürzlich da gewesen. Zepp-LaRouche erklärte der Versammlung, Duggan sei ein aus London gesandter Agent, der der LaRouche-Bewegung schaden sollte.

## Ermittlungen

### Erste Annahme: Suizid
Drei Stunden nach Duggans Tod befand die Wiesbadener Polizei, es habe sich um einen Suizid gehandelt. Angeblich erzählten ihnen LaRouche-Offizielle, Duggan sei Psychiatriepatient gewesen und habe Suizidtendenzen aufgewiesen. Eine Autopsie wurde in Deutschland nicht durchgeführt. Die Wiesbadener Staatsanwaltschaft stellte nach drei Monaten die Ermittlungen ein.

### Forensische Untersuchung
Am 31. März 2003 wurde Duggans Leiche nach England überführt und forensisch untersucht. Die Ärzte stellten schwere Kopfverletzungen fest, die bei dem Zusammenprall mit dem Auto entstanden seien. Duggans Mutter Erica bezweifelte diese These und beauftragte im Rahmen ihrer im April 2004 gestarteten Kampagne „Justice for Jeremiah“ sechs Forensik-Experten, die Fotos und Berichte zu Duggans Tod erneut zu begutachten. Einer der Experten entdeckte blaue Flecke an Jeremiah Duggans Händen und Armen, die Abwehrverletzungen gewesen sein könnten. Laut Die Zeit erklärte ein forensischer Tatortanalytiker: „Ich bin der Überzeugung, dass dieser Unfall inszeniert ist, dass der Tod von Jeremiah Duggan an anderer Stelle stattgefunden hat und seine Leiche dann (…) in diese Position gebracht wurde.“

### Erstes Ermittlungserzwingungsverfahren
Duggans Eltern erreichten in einem Ermittlungserzwingungsverfahren am 14. Dezember 2012 einen Beschluss, in dem das Oberlandesgericht Frankfurt die Aufnahme weiterer Ermittlungen durch die Staatsanwaltschaft anordnete. Es liege ein Anfangsverdacht für eine Körperverletzung mit Todesfolge vor. 2015 kam ein Gericht in London zu dem Schluss, dass der Körper von Jeremiah Duggan „eine Reihe von unerklärlichen Verletzungen“ aufgewiesen habe, die nicht von den tödlichen Kollisionen mit den Autos stammen könnten. Es kam zu Ermittlungen gegen zwei LaRouche-Mitglieder, einen Franzosen und einen Deutschen. Das Verfahren dauerte fünf Jahre und wurde am 26. Februar 2018 zum zweiten Mal, erneut ohne Ergebnis, eingestellt.

### Zweites Ermittlungserzwingungsverfahren
Dagegen hat Erica Duggan, vertreten durch ihre Rechtsanwälte Kaya und Noll, Beschwerde eingelegt, weil ihrer Meinung nach zentrale Punkte noch nicht geklärt sind. Unklar sei nach wie vor, wer Jeremiah gejagt und geschlagen habe. Auch wisse man nicht, wo er während der letzten Nacht gewesen sei. Die Beschwerde wurde zurückgewiesen, weshalb die Anwälte am 20. Januar 2019 beim Oberlandesgericht Frankfurt einen zweiten Ermittlungserzwingungsantrag einreichten.